# Estopiñán del Castillo
Estopiñán del Castillo – gmina w Hiszpanii, w prowincji Huesca, w Aragonii, o powierzchni 88,71 km². W 2011 roku gmina liczyła 161 mieszkańców.